# 沃爾特·托瑞·福雷斯特
沃爾特·托瑞·福雷斯特（英語：Walter Torrie Forrest；1860年11月14日—1917年4月19日），是一名蘇格蘭橄欖球運動員。福雷斯特在第一次世界大战中陣亡。

## 橄欖球生涯
福雷斯特在1903至1905年間效力霍伊克橄欖球隊。

## 外部鏈結
- Commonwealth War Graves database
- An entire team wiped out by the Great War